# Бентън (окръг, Орегон)
Вижте пояснителната страница за други значения на Бентън.
Окръг Бентън (на английски: Benton County) е окръг в щата Орегон, Съединени американски щати. Площта му е 1759 km², а населението - 78153 души (2000). Административен център е град Корвалис.

## Градове
- Филомат